# Wim De Smet

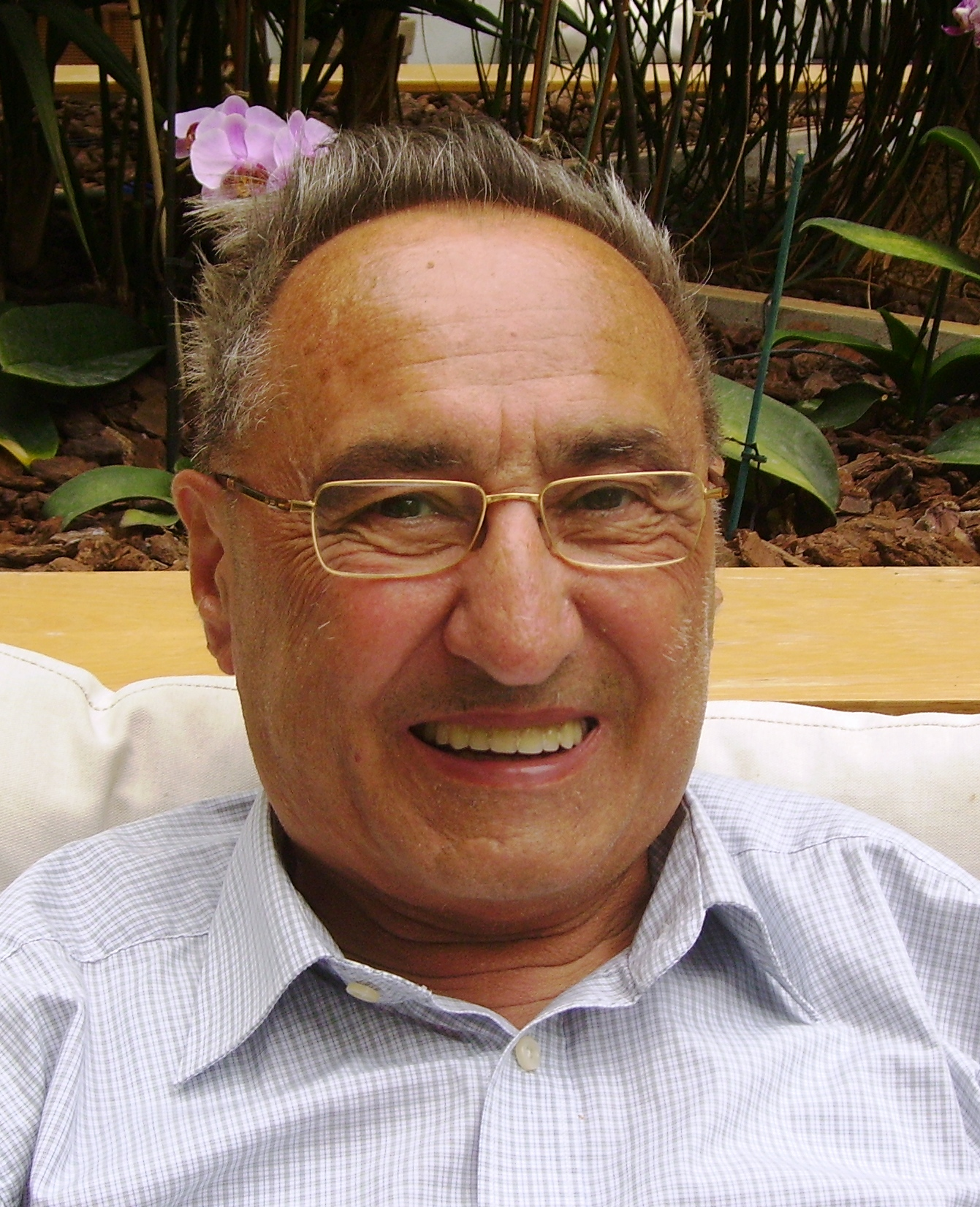
Wim De Smet in 2009.

Wim De Smet (Antwerpen, 19 oktober 1932 – Brasschaat, 10 maart 2012) was een Belgisch zoöloog, gespecialiseerd in de zeezoogdieren, en esperantist. Hij publiceerde vele wetenschappelijke en populair wetenschappelijke artikelen in het Nederlands, Engels, Frans en Esperanto.
Hij maakte een ontwerp voor een systeem voor de benoeming en classificatie van dieren en planten.

## Loopbaan
De Smet behaalde de licentiaatsgraad in de dierkunde in 1954. Na zijn studie heeft hij eerst enige onderwijsopdrachten uitgevoerd en studieverblijven door gemaakt aan buitenlandse universiteiten: Bloemfontein, Padua, Stockholm, Glasgow (en later ook nog kleinere in Amsterdam en Utrecht en in onderzoeksinstellingen in Londen, Kopenhagen en Stockholm).
In 1961 werd hij aspirant-onderzoeker bij het Nationaal Fonds voor Wetenschappelijk Onderzoek. In 1966 verwierf hij de doctorstitel aan de Katholieke Universiteit Leuven. In de periode 1963-1968 was hij assistent aan het Koninklijk Belgisch Instituut voor Natuurwetenschappen en later gedurende twaalf jaar werkleider aan de Universitaire Instelling Antwerpen. Voor zijn verdiensten op gebied van de zeezoogdieren werd hem in 1975 de Henri Schouteden-prijs toegekend van de Koninklijke Vlaamse Academie van België voor Wetenschappen en Kunsten. Hij was departementshoofd van het Koninklijk Instituut voor Natuurwetenschappen in 1980-1984. Tussendoor was hij hoogleraar dierkunde aan de Nationale Universiteit van Rwanda (1986-1987) en aan gelijkaardige instellingen in Suriname (1988-1990) en Gabon (1991-1994).
Hij was gepensioneerd sinds mei 1994. Als gewoon hoogleraar bij AIS doceerde hij nog verder op zomercursussen in Trier en Bydgoszcz.

## Esperanto

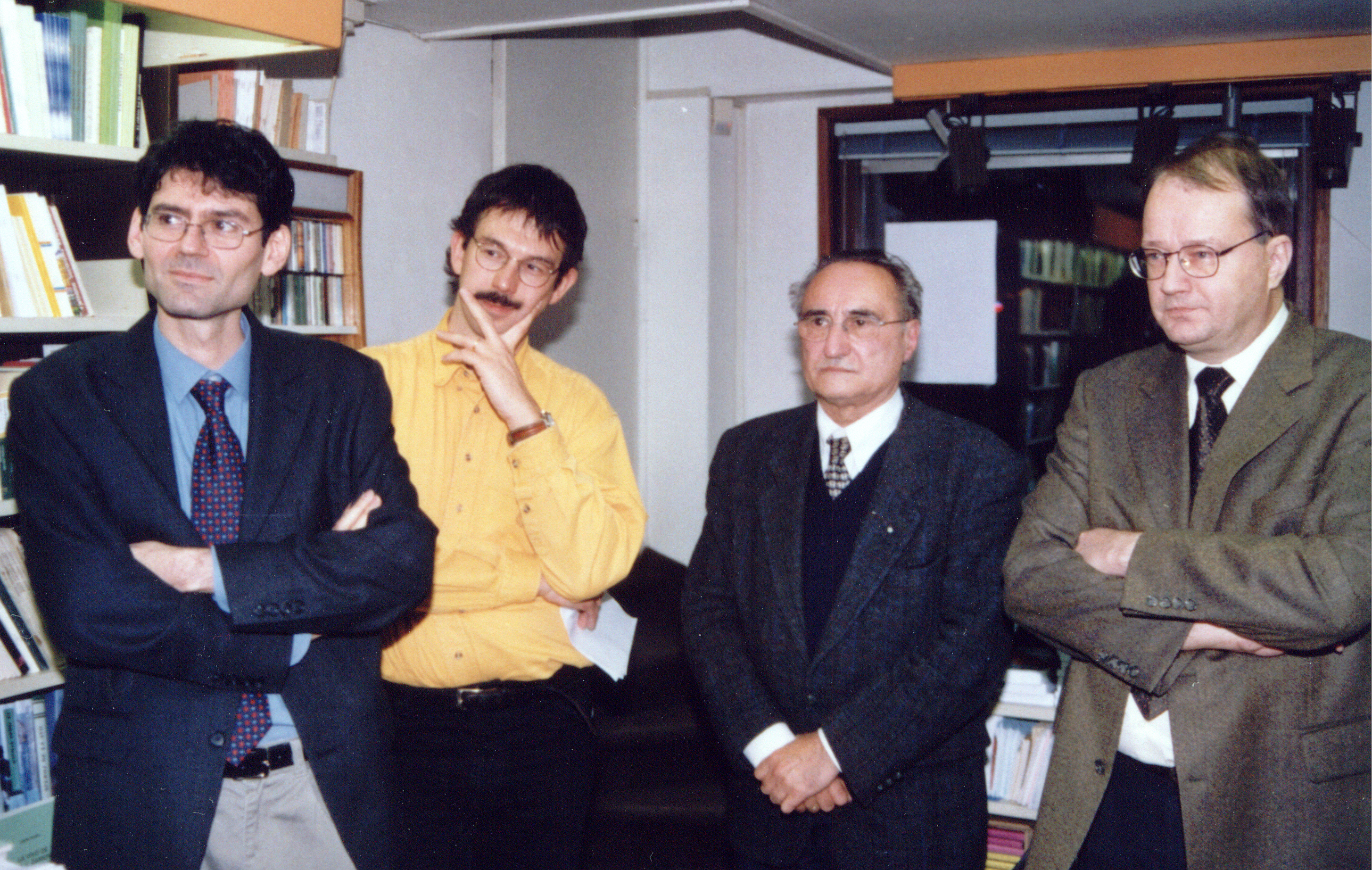
Wim De Smet in 2001 (tweede van rechts).

Sinds 1957 was De Smet ook actief in de plaatselijke, Vlaamse en internationale Esperanto-beweging. Hij publiceerde een handboek voor zelfstudie in 1982, en was de drijvende kracht achter het 67ste Esperanto-Wereldcongres te Antwerpen.
De Smet was, vanaf de stichting, lid van de Akademio Internacia de la Sciencoj (AIS) gevestigd in San Marino. Hij werd gehonoreerd met de in Japan gestichte UMEA-prijs.

## Nieuwe Biologische Nomenclatuur
Ontevreden met de bestaande zoölogische nomenclatuur, rijpte bij Wim De Smet reeds in de jaren vijftig het idee om een nieuw systeem te ontwerpen, zonder onderscheid of het om dieren of planten ging, zelfs met mogelijkheid om later ook de bacteriën in het systeem onder te brengen. Dit werd de "Nieuwe Biologische Nomenclatuur".